# 캠타시아
캠타시아(Camtasia, 과거 이름: 캠타시아 스튜디오 / Camtasia Studio)는 테크스미스사가 출시한 화면 영상 캡처 소프트웨어이다. 사용자가 화면의 영역이나 캡처할 창을 지정할 수 있으며 이는 녹화를 시작하기 전에 미리 설정할 수 있다. 캠타시아 스튜디오는 사용자가 마이크나 스피커로부터 소리를 녹취하고 웹캠 비디오 영상을 화면에 갖다 놓을 수도 있다.
마이크로소프트 윈도우용 캠타시아 스튜디오 v8을 기준으로 다음과 같은 2개의 주요 구성 요소가 있다:
- 캠타시아 레코더(Camtasia Recorder): 화면의 소리와 영상을 캡처하는 별도 도구
- 캠타시아 편집기(Camtasia editor): 산업 표준 "타임라인" 인터페이스를 갖춘 멀티미디어 저작 도구

## 같이 보기
- 팟캐스트